# معترسة صغيرة الشويكة
معترسة صغيرة الشويكة (الاسم العلمي:Syngamus microspiculum) هي نوع من الديدان الأسطوانية تتبع جنس المعترسة من فصيلة المعترسات.